# Мера физической величины
Ме́ра физи́ческой величины́ (мера величины, мера) — средство измерений в виде какого-либо тела, вещества или устройства, предназначенное для воспроизведения и хранения физической величины одного или нескольких заданных размеров, значения которых выражены в установленных единицах и известны с необходимой точностью.
Можно определить всякую величину, указывая численное отношение ее к другой однородной; удобно принять для этой цели для каждого рода величин одну точно определенную и относить к ней подобного рода величины. Такие произвольно выбранные величины называются единицами, им даются особенные названия (грамм, секунда). Другие величины определяются (т. е. измеряются), узнавая численное отношение их к этим единицам. 

## История
Меры применяются человеком с древнейших времен, задолго до появления первых измерительных приборов. Первые сравнения величины предметов между собой по длине и объему производились на глазомер, а сравнения по весу — прикидыванием их на руку, усилием при их приподнимании. Так как этими способами нельзя было узнавать, во сколько раз величины одних предметов были больше или меньше других величин того же рода, то были приняты за единицу линейных мер (длина ступни, ширина пальцев, ширина ладони, локоть и т. п.) Пустая скорлупа кокосового ореха или иного плода могла служить первой мерой жидкостей или сыпучих тел, а когда было устроено первое приспособление для взвешивания, то веса плодов или зерен (например, ячменного) служили единицами веса.
Позже система единиц веса имела часто связь и с монетной системой; за единицу веса принимали вес золота, серебра или меди в единице ценности, и наоборот.
Число единиц мер возрастало непрерывно — старые не забывались, к ним присоединялись новые; точные отношения между ними оставались мало известными или считались в разных местах разными, в конце концов системы мер оказывались весьма запутанными и неясными. Расширение торговых сношений сделало такое состояние невозможным. Вследствие этого почти одновременно в XVIII веке у главнейших европейских народов появилась необходимость упорядочения мер. Начался переход к общеобязательным мерам и их реализации в материальной форме, появились первые линейки, гири и т. д. Были установлены узаконенные образцы-прототипы мер, которые сохранялись в правительственных учреждениях. Так, во Франции была узаконена длина туаза, изготовленного в 1735 году механиком Ланглуа из железа, а прототипом единицы веса служила старинная латунная гиря — «pile de Charlemagne», равная по весу 50 маркам. В Российской империи прототипом единицы веса служил латунный золоченый фунт, сделанный в 1747 году и сохранявшийся в Санкт-Петербургском монетном дворе. 

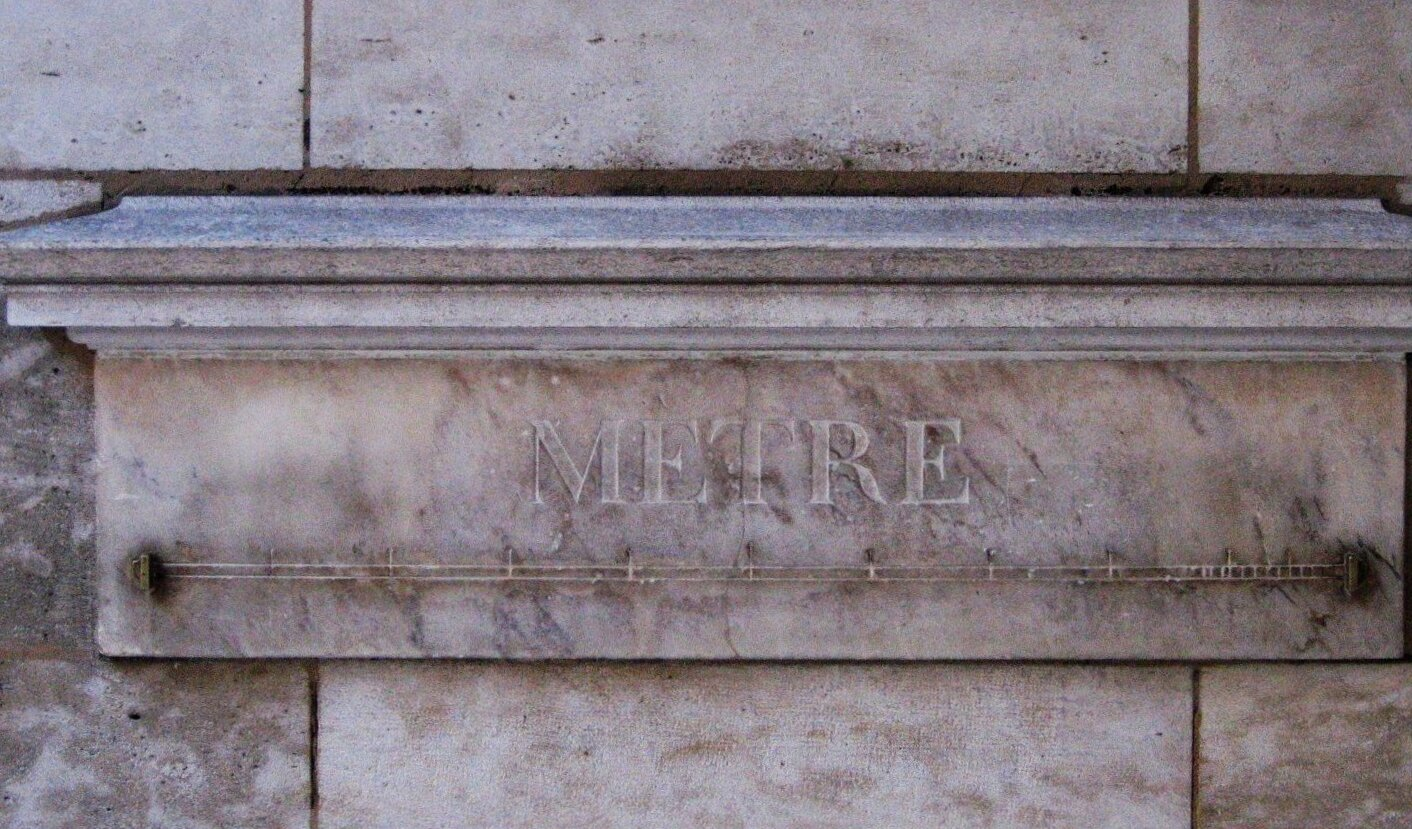
Один из публичных эталонов метра, установленных на улицах Парижа в 1795—1796 гг.

От рациональной системы единиц мер требуется, чтобы основные единицы возможно было восстановить в случае утраты нормального образца. В 1670 году Габриель Мутон впервые предложил воспользоваться размерами земного шара для составления единцы длины: принять за единицу длины дугу экватора в 1 минуту. Одновременно с ним Гюйгенс предложил за единицу длину секундного маятника. В 1791 году во Франции было решено ввести как единицу длины метр, равный 0,0000001 четверти парижского меридиана, тщательно, сверив эту единицу с образцами прежних и с длиной секундного маятника под 45° широты.

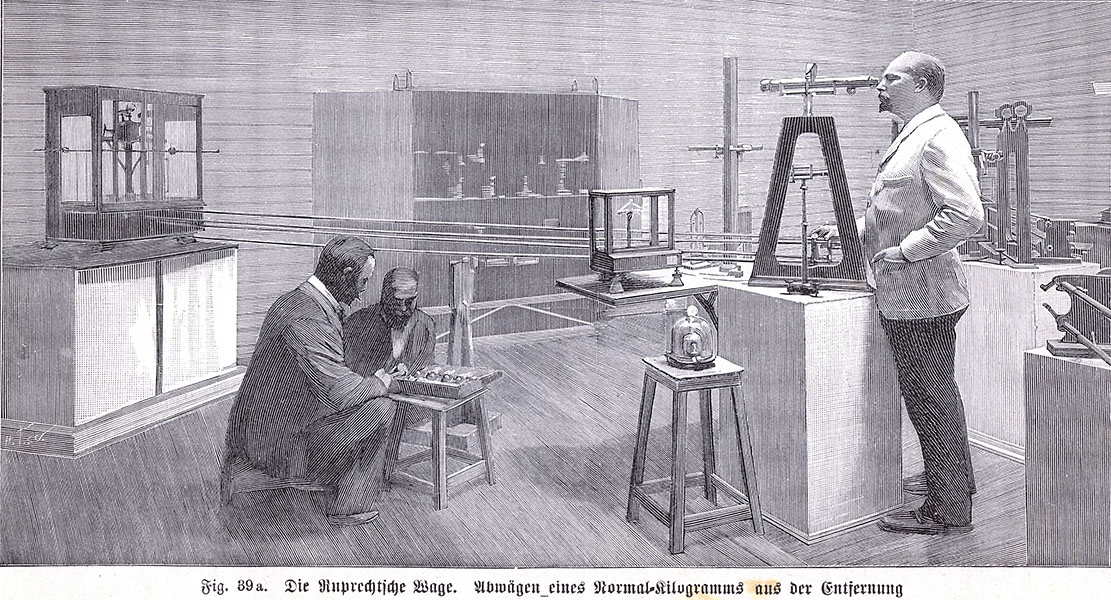
Взвешивание эталона килограмма. Весами управляют дистанционно и смотрят на их шкалу в зрительную трубу, чтобы температура тела измерителя не повлияла на эталон.

В 1960 году было решено отказаться от использования изготовленного людьми предмета в качестве эталона метра, и с этого времени по 1983 год метр определялся как число 1 650 763,73, умноженное на длину волны оранжевой линии (6056 Å) спектра, излучаемого изотопом криптона 86Kr в вакууме.
К середине 1970-х годов был достигнут значительный прогресс в определении скорости света. Поэтому согласно действующему определению, метр есть длина пути, проходимого светом в вакууме за интервал времени 1⁄299 792 458 секунды

## Виды мер
- Однозначная мера — мера, воспроизводящая физическую величину одного размера (например, гиря 1 кг).
- Многозначная мера — мера, воспроизводящая физическую величину разных размеров (например, штриховая мера длины).
- Набор мер — комплект мер разного размера одной и той же физической величины (например, набор концевых мер длины).
- Магазин мер — набор мер, конструктивно объединенных в единое устройство (например, магазин электрических сопротивлений).
- Стандартный образец — мера в виде вещества, при помощи которой размер физической величины воспроизводится как свойство или как состав вещества, из которого изготовлен стандартный образец.

## Некоторые примеры
- Гиря — мера массы
- Песочные часы — мера интервалов времени
- Нормальный элемент — мера ЭДС (разности электрических потенциалов)
- Измерительный генератор — мера частоты, амплитуды и формы электрического сигнала
- Аттенюатор — мера ослабления электромагнитного сигнала
- Атлас цветов — набор мер в колориметрии (цветовых измерениях)